# Hermann Remmele
Hermann Remmele (Heidelberg, 15 novembre 1880 – Mosca, 7 marzo 1939) è stato un politico tedesco, membro dell'SPD, dell'USPD e del KPD. Durante l'esilio a Mosca gli fu dato il nome in codice di "Herzen".

## Biografia
Remmele nacque nel 1880, figlio di un mugnaio e fratello del futuro presidente della regione di Baden, Adam Remmele (1877–1951). Frequentò la scuola elementare a Ludwigshafen sul Reno e sempre lì completò un apprendistato come tornitore di ferro, lavoro che in seguito svolse fino allo scoppio della guerra nel 1914.

## Carriera

### Primi anni
Nel 1897 Remmele entrò a far parte del partito socialdemocratico tedesco e dell'Associazione tedesca dei metalmeccanici (Deutscher Metallarbeiter-Verband). Dal 1901 al 1914 fu rappresentante onorario o membro del consiglio di amministrazione del sindacato nell'area di Mannheim, Darmstadt e Offenbach am Main. Inoltre, era uno dei dirigenti dell'Associazione dei giovani lavoratori a Mannheim e tra il 1907 e il 1908 lavorò come autore per alcuni giornali di orientamento socialdemocratico.

### 1914-1932
Nel 1914 Remmele partì per la prima guerra mondiale. Nel 1917 co-fondò il Partito Socialdemocratico Indipendente di Germania (USPD). Durante la rivoluzione di novembre fu membro del consiglio dei lavoratori e dei soldati a Mannheim. Nello stesso anno divenne Segretario distrettuale dell'USPD nella regione di Baden e Palatinato. Poi ricoprì la stessa posizione nel Württemberg fino al 1920.
Nel 1920 insieme a una parte del partito si unì al partito comunista (allora noto come VKPD). Fu poi dal 1920 al 1933 membro del Comitato centrale (ZK) del KPD e nel 1924 presidente per un breve periodo di tempo. Dal 1923 al 1926 fu direttore dell'organo di stampa del partito, il Die Rote Fahne. Fu anche membro del Reichstag dal 1920 al 1933, membro del Comitato esecutivo dell'Internazionale Comunista (EKKI) dal 1926 e del Politburo, il più alto organo del KPD.

### Esilio a Mosca
Remmele visse a Mosca dall'agosto 1932, dopo che la sua fazione, sostenuta anche da Heinz Neumann (1902-1937) rimase in minoranza all'interno del KDP, per questo motivo si dimise nell'ottobre 1932 anche dalla segreteria del Comitato centrale del KPD. Nel novembre 1933 fu espulso dal Comitato centrale del KPD e dal Politburo e costretto a dimettersi dalle sue funzioni nell'EKKI. Nel marzo 1934, il Deutsche Reichsanzeiger pubblicò la seconda lista di espatriati del Reich, lista dove compariva anche il nome di Remmele.

### Arresto e morte
Remmele era sposato e aveva due figli. Nel 1937 lui, sua moglie Anna (1888-1947) e suo figlio Helmut (1910-1938), membro del Comitato Centrale dell'Associazione della Gioventù Comunista di Germania, furono arrestati durante la Grande Purga. Il 7 marzo 1939 Remmele fu condannato a morte e fucilato lo stesso giorno nel cimitero del monastero Donskoj a Mosca. Nel 1988 fu riabilitato da una Corte sovietica.